# Карновский, Михаил Дмитриевич
Михаил Дмитриевич Карновский (? — после 1711) — гравёр на меди при Московской типографии, ученик Б. Пикара.

## Биография
Гравировал картинки для книг, печатавшихся в Московской типографии, в их числе: изображение Богоматери с Младенцем Христом на руках и преподобными Антонием и Феодосием по сторонам — для «Патерика» 1702 года, царя Давида — для «Псалтыри» 1704 года, Христа во храме Иудейском — для «Минеи» 1706 года, Иоанна Воина — для «Службы и жития его» 1707 года, Всадника на коне, попирающего льва и змия — для издания «Политиколепная апофеози» 1709 года, разных приборов — для «Арифметики» Магницкого, Христа с двумя ангелами, младенца Христа на облаках, Св. Семейства, Богородицы, раздирающей бесовские сети, Воскресения Христова (в 2-х видах), Вознесения Христова (в 3-х видах), Искушения Христа в пустыне, Тайной Вечери, Страшного Суда, Василия Великого; наконец богословские тезисы (на 2-х листах каждый), в манере Шхонебека, с изображением: Стефана Нового (1706 г.), Св. Троицы (1708), Ветхого и Нового Завета, Петра I и Полтавской битвы (1709 г., на 16 листах, вместе с Иваном Зубовым).